# Вулиця Воїнів-афганців (Луцьк)
Вулиця Воїнів-афганців — вулиця в Завокзальному житловому районі Луцька.
Пролягає від проспекту Соборності до вулиці Кравчука.
До 2019 року мала назву Воїнів-інтернаціоналістів, була перейменована в рамках процесу декомунізації.

## Історія
Виникла на колишньому танкодромі в процесі забудови Завокзального району. Дев'ятиповерхові житлові будинки з обох боків вулиці споруджені в 1980-х роках.
Названа на честь воїнів, які брали участь у афганській війні (1979—1989).

## Будівлі та установи

### Освіта
- Дитячий садок № 19 «Кобзарик» — вулиця Воїнів-афганців, 5

### Аптеки
- Еко Аптека — вулиця Воїнів-афганців, 2

### Торгівля
- Супермаркет «Колібріс» — вулиця Воїнів-афганців, 7